# Полет 990 на „ЕджиптЕър“
Полет 990 на „ЕджиптЕър“ е редовен полет от международното летище „Лос Анджелис“, Лос Анджелис, Калифорния, Съединените американски щати, до международното летище „Кайро“, Кайро, Египет, с междинно кацане в Ню Йорк. На 31 октомври 1999 г. самолетът „Боинг 767-366ER“, който изпълнява полета, се разбива в Атлантическия океан близо до Нантъкет и убива всички 217 души на борда. Катастрофата става в открито море и се разследва от ЕАГА и НСБТ съгласно правилата на МОГА. Тъй като на ЕАГА липсват ресурсите на НСБТ, египетското правителство иска от американското такова НСБТ да се заеме с разследването.
Две седмици след катастрофата НСБТ предлага да предаде разследването на ФБР, тъй като всички доказателства, които са събрани до този момент, предполагат, че е извършено престъпно деяние и че катастрофата е в резултат на умишлено действие, а не на инцидент. Египетските власти не приемат тази идея и многократно отказват ФБР да се заеме със случая. Така НСБТ продължава разследването, въпреки че попада извън неговата компетентност.
НСБТ установява, че причината за инцидента е излизането на самолета от нормален крейсерски полет и разбиване в океана „в резултат на действията на първия помощник офицер от управлението на полета“. Конкретна причина за неговите предполагаеми действия не е посочена. ЕАГА независимо заключава, че инцидентът е причинен от механична повреда в системата за движение около страничната ос на самолета. Египетският доклад предлага няколко възможности за причината, като се фокусира върху възможна повреда на един от блоковете за управление на десния елеватор. Въпреки това НСБТ продължава да оспорва доклада на ЕАГА, като твърди, че няма възможно обяснение за крайните движения на полета освен умишлено човешко действие.
Това е най-смъртоносната авиационна катастрофа за „ЕджиптЕър“ и втората най-смъртоносна катастрофа с участието на „Боинг 767“, след инцидента при полет 004 на „Лауда Еър“ през 1991 г. Паметник на тези, които загиват при полет 990 на „ЕджиптЕър“, е поставен в гробище в Нюпорт, Роуд Айлънд. Според намерени бележки на Осама бин Ладен по време на операция „Нептуново копие“, в която той е убит, катастрофата на египетския самолет е неговото вдъхновение за „...идеята 11 септември“.